# Sociología marxista

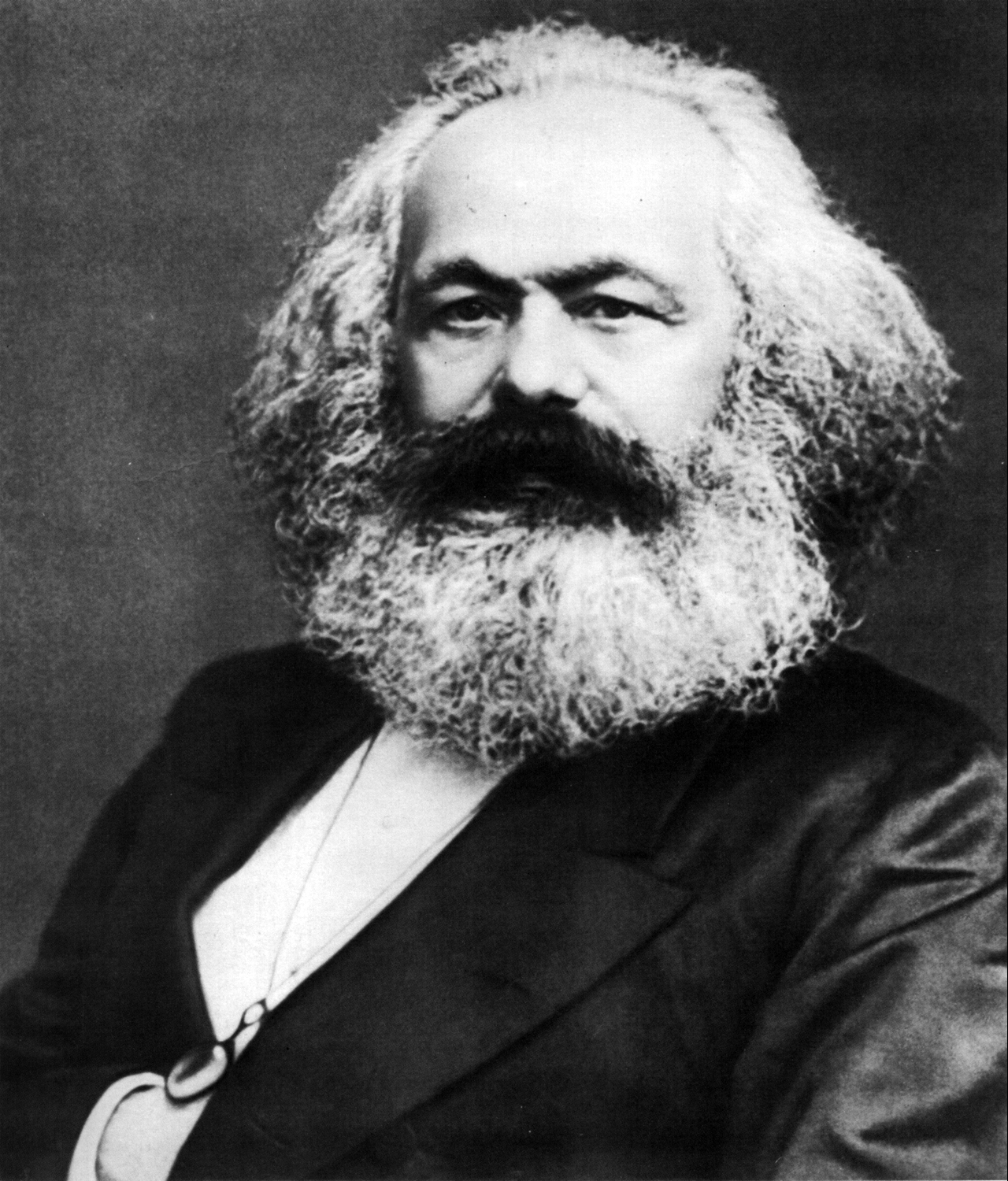
La sociología marxista viene influenciada por Karl Marx, uno de los pensadores más influyentes en la sociología temprana.

El término sociología marxista se refiere al comportamiento de la sociología desde una perspectiva marxista. El marxismo por sí mismo puede reconocerse como una filosofía política y una sociología, en particular hasta el punto que intenta quedarse científico, sistemático y objetivo en vez de puramente normativo y preceptivo. La sociología marxista puede definirse como "una forma de la supuesta teoría del conflicto asociado, con el objetivo de marxismo a desarrollar una ciencia positiva empírica de la sociedad capitalista como parte de la movilización de una clase obrera."
La Asociación Sociológica Estadounidense tiene una sección dedicada a los asuntos de la sociología marxista; la sección "está interesada en como la investigación de perspicacias de la metodología marxista y el análisis marxista pueden ayudar explicar la dinámica compleja de la sociedad moderna".
La sociología marxista vendría a facilitar los desarrollos de la teoría crítica y estudios culturales como disciplinas aproximadamente distintas.

## Conceptos y asuntos
Los conceptos claves de la sociología marxista incluyen: el materialismo histórico, el modo de producción y la relación entre capital y labor. La sociología marxista es considerablemente preocupada con, pero no limitada a, las relaciones entre la sociedad y la economía. Cuestiones claves con respecto a la sociología marxista incluyen:
- ¿cómo controla el capital a los trabajadores?
- ¿cómo influye un modo de producción en la clase social?
- ¿cuál es la relación entre trabajadores, capital, el Estado y nuestra cultura?
- ¿cómo los factores económicos influyen las desigualdades, incluyendo los relacionados con el género y raza?

Dentro del campo de la teoría sociológica, la sociología marxista, reconocida como uno de los paradigmas sociológicos más importantes, es asociado con el conflicto y la teoría crítica.
Comparada con el marxismo, la sociología marxista ha demostrado poner relativamente poco peso en la creación de la revolución proletaria.
Comparada con la filosofía marxista, la sociología marxista pretende desarrollar una ciencia política económica de la sociedad en lugar de una filosofía crítica de la praxis.
Comparada con la sociología económica, se puede considerar la sociología marxista un subconjunto de este campo, influenciada por el marxismo.

## Desarrollo histórico
La sociología marxista surgió durante los fines del siglo XIX/comienzos del siglo XX, influenciada por el pensamiento de Karl Marx. Se considera Marx uno de los pensadores más influyentes en la sociología temprana, junto con pensadores como Max Weber y Émile Durkheim.
La primera escuela marxista de sociología fue conocida como el austromarxismo y pensadores marxistas importantes de ese período incluyeron Carl Grünberg y Antonio Labriola. Mucho del desarrollo en el campo de la sociología marxista tuvo lugar en las afueras de la academia, y unos se enfrentaron la sociología marxista contra la sociología de la burguesía.
Durante bastante tiempo, esta división fue reforzada por la Revolución rusa, que llevó a cabo la creación de la Unión Soviética; sin embargo, dentro de poco la sociología se encontró una víctima de la investigación reprimida de la ciencia de la burguesía en los estados comunistas. Mientras después de varias décadas la sociología se restableció bajo los estados comunistas, dos corrientes de pensamiento distintas evolvieron dentro de la sociología marxista: el marxismo soviético, desarrollado en los estados comunistas del siglo XX (primariamente en la Unión Soviética), serviendo los intereses estatales, y paralizado de una manera significativa por adherencia forzada a la dogma de materialismo histórico, y la escuela más independiente se centró en los estudios del marxismo en el Occidente. La escuela de marxismo occidental (durante los años 1940) se convirtió en aceptado en la academia occidental, y poco a poco se partió en varias perspectivas distintas, como la Escuela de Frankfurt o la Escuela de teoría crítica.
En los estados poscomunistas ha sido un contragolpe contra el pensamiento marxista debido a su posición anterior de apoyo por el estado (véase por ejemplo la sociología en Polonia), pero el pensamiento marxista queda dominante en la investigación sociológica en los países que quedan comunistas (véase por ejemplo la sociología en China).

## Para leer más
- Tom B. Bottomore: Marxist sociology. Macmillian, 1975.
- Martin Shaw: Marxist sociology revisited: critical assessments. Macmillian, 1985.
- Angeles Valle